# Itholoke
Itholoke è un villaggio del Botswana situato nel distretto Meridionale, sottodistretto di Ngwaketse West. Il villaggio, secondo il censimento del 2011, conta 497 abitanti.

## Località
Nel territorio del villaggio sono presenti le seguenti 6 località:
- Gakhaiwa di 2 abitanti,
- Maditirana di 17 abitanti,
- Matsaolwane di 7 abitanti,
- Mosheshene di 63 abitanti,
- Ranyane di 15 abitanti,
- Sebego's